# Zakarya Bergdich
Zakarya Bergdich (Compiègne, 7 de janeiro de 1989) é um futebolista profissional marroquino, que atua como defensor.

## Carreira
Zakarya Bergdich fez parte do elenco da Seleção Marroquina de Futebol nas Olimpíadas de 2012.